# Кривинюк Михайло Васильович
Михайло Васильович Кривинюк (12 (24) квітня 1871, Гнійниця, Острозький повіт, Волинська губернія — 1 вересня 1944, Свєрдловськ, Російська РФСР) — український філолог, викладач, перекладач, лексикограф, інженер за фахом, член української соціал-демократичної партії, автор популярних брошур соціал-демократичного спрямування, просвітянський, громадський діяч.
Найближча та довірена особа Лесі Українки, ідейний та політичний її однодумець; чоловік її молодшої сестри Ольги Косач-Кривинюк, зять Олени Пчілки.
Жертва сталінського терору.

## Життєпис

### Дитинство
Народився в селі Гнійниця Плужненської волості Острозького повіту 1871 року в сім'ї поміщицького садівника. Початкову освіту отримав у парафіяльній школі, згодом навчався в Острозькій (до 1891) і Житомирській класичних гімназіях.

### Юність
1893 року був зарахований студентом медичного факультету Київського університету Св. Володимира. 1894 року перевівся на природничий відділ фізико-математичного факультету.
26 січня 1896 року на весіллі Людмили Старицької та Олександра Черняхівського, де був боярином, Михайло познайомився з Лесею Українкою та своєю майбутньою дружиною Ольгою Косач.
24 листопада 1896 року заарештований за причетність до соціал-революційних гуртків та розповсюдження нелегальної літератури й ув'язнений протягом п'ятнадцяти місяців до Лук'янівської тюрми. Тоді ж його виключили з Київського університету із забороною вступу до всіх вишів Російської імперії. 1898 році висланий до Астрахані, де служив у міській управі.
1900 року повернувся до Києва, але через заборону навчання виїхав наступного року до підавстрійської Галичини.
1901 року переїздить до Львова, де вступає на механічний відділ Львівської політехніки. Разом з Фроловим видає книжечку «Царі, пани та люди».
Через фінансову скруту вимушений покинути навчання і за останні гроші перебратися до Праги, де влаштувався на роботу, а потім на навчання на подібному відділі (інженерної механіки) Празької політехніки.

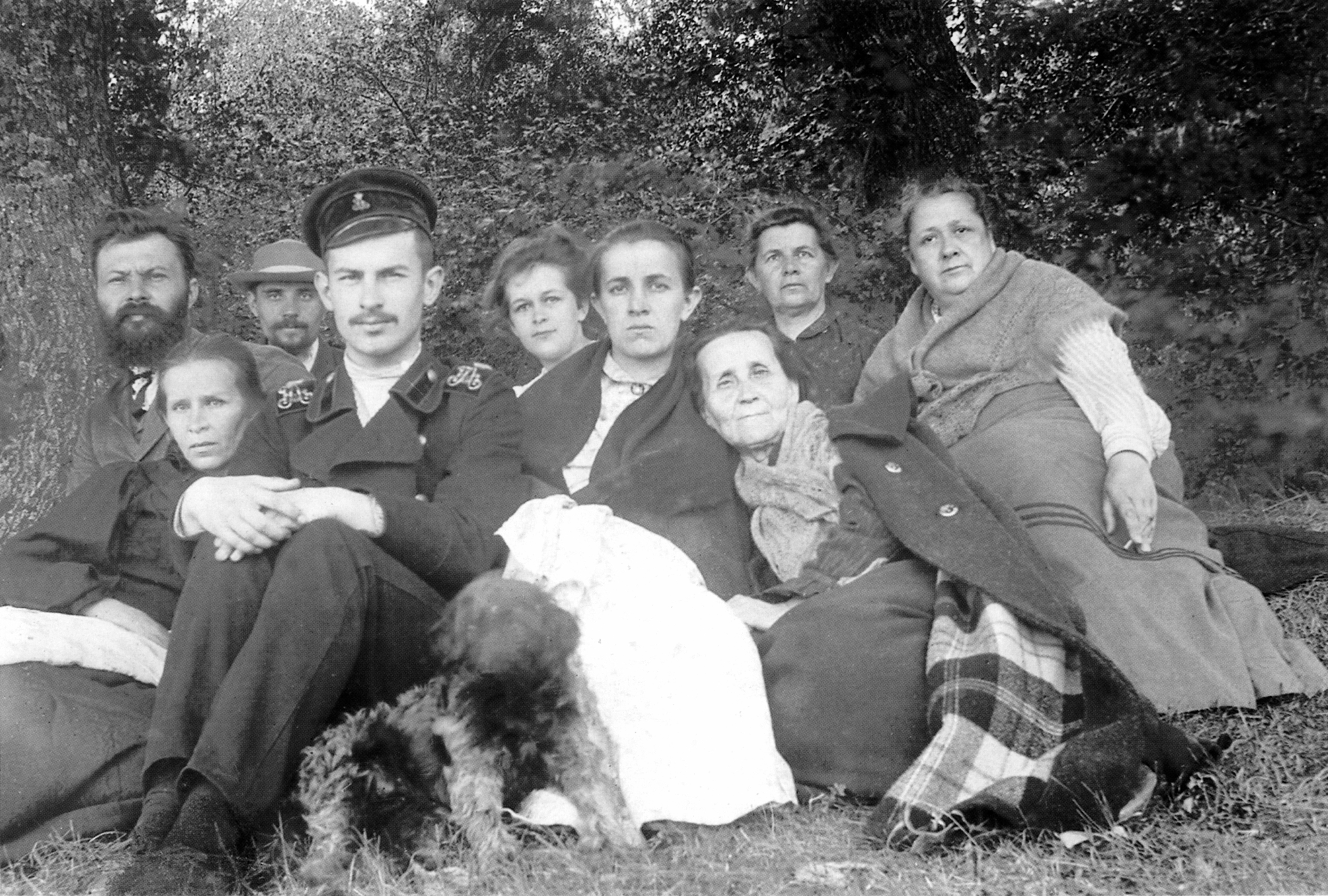
Косачі з друзями та родичам у Зеленому Гаю, 1906 р. Перший ряд (зліва направо): Леся Українка, Світозар Драгоманов, Ольга Косач-Кривинюк, Олександра Шимановська, Марія Карташевська (кума Ольги та Петра Косачів) і собака Кудля; Перший ряд: Михайло Кривинюк, Климент Квітка, Ізидора Косач, Олена Пчілка

1904 року одружився з Ольгою Петрівною Косач, а з січня 1905 року подружжя почало разом жити у Празі. 5 (18) грудня 1905 року в них народився син Михайло.
На початку 1906 року родина повернулася в Україну, а сам Михайло ще залишався на навчанні в Празі. 1907 року приїхав на вакації до родини та був вчергове заарештований в батьківській господі в Гнійниці й ув'язнений в Острозькій тюрмі. Через три місяці звільнений на поруки.
1908 року виїзною сесією Київської судової палати у Житомирі виправданий, до Праги вже не повертався.

### Зрілість
Протягом зими 1909—1910 років працював представником І Взаємного товариства забезпечення життя.
У травні 1910 року повертається до Києва і влаштовується до відділу Волзько-Камського комерційного банку. Тоді ж виходить з лав УСДРП. Співпрацює в київській «Просвіті», після закриття якої продовжує діяльність в «Українському клубі» та клубі «Родина». Належав до кола спілкування професора Олександра Григоровича Черняхівського. Крім родини Черняхівських був знайомий з Стешенками, Лисенками, Старицькими та ін. представниками української інтелігенції того часу.
У зв'язку з відкриттям філії згаданого банку 1914 року переїздить до Катеринослава де оселяється на Лоцманській Кам'янці, де вже жила його дружина з сином. Поряд Василя і Любові Біднових заангажовується до діяльності місцевої «Просвіти». Після революції Кривинюк працює у складі ліквідаційної комісії з націоналізації приватних банків.
1919—1920 роки викладає чеську мову в Катеринославській українській гімназії, 1920—1921 рр. читає природознавство в Чаплинській підготовчій школі до електротехнікуму. 17 червня 1920 року в родині Михайла та Ольги народився другий син — Василь.
Рятуючись від комуністичного голодомору 1921—1922 з сім'єю перебирається до жінчиної сестри Ізидори та матері Олени Пчілки в Могилів-Подільський. У хаті Кривинюків у Лоцманській Кам'янці залишився архів Лесі Українки. У Могилеві-Подільському влаштовується секретарем-інструктором окружної спілки сільськогосподарських кооперативів, поряд з тим викладав біологію в сільськогосподарському технікумі.
1924 р. переїздить до Києва. Спочатку працював помічником бухгалтера Київської контори управління нерухомого майна. Протягом 1925—1926 років виконував обов'язки бухгалтера цієї контори.
У лютому 1926 року заходиться коло словникової роботи в сільськогосподарському відділі Інституту української наукової мови Всеукраїнської Академії наук. Водночас складає кошторис витрат на видання 34 словників. Перекладає, співпрацює з львівським «Громадським голосом». В ІУНМ ВУАН належав до угруповання «Руських», згуртованого довкола секретаря інституту Григорія Григоровича Холодного, яке клопоталося пошуком українських термінів-новотворів. Працюючи при академії, розповсюджував еміґрантську пресу (газету «Дзвін» тощо).
15 вересня 1929 року Кривинюка знову арештували і звинуватили у причетності до антирадянської контрреволюційної організації ІНАРАК, так званої «академічної лінії» справи Спілки визволення України. Був внесений до орієнтовного списку заарештованих по Києву, які підлягали участі в харківському показовому суді.
19 квітня 1930 року в Харкові Михайла Кривинюка засудили на три роки умовно, після чого науковець-лексикограф змушений був працювати бухгалтером Бесарабського ринку у Києві.

### Останні роки життя
Напередодні початку німецько-радянської війни у червні 1941 року Кривинюк поїхав до сина Михайла на Урал, до Свєрдловська, через Москву, відвідавши там свого приятеля Климента Квітку. Початок війни застав його у поїзді дорогою до сина в Свєрдловськ. Рідних в Україні відрізала ліня фронту.
Михайло Кривинюк трагічно загинув у Свєрдловську 1 вересня 1944 року, переходячи залізничне полотно, потрапив під колеса поїзда.
Посмертно реабілітований Пленумом Верховного суду УРСР у серпні 1989 року.
Могила Михайла Кривинюка не збереглася.

## Вірш Лесі Українки «До товариша»
Леся Українка в листах називала Михайла Кривинюка братом, а в середині квітня 1897 року під час його перебування в Лук'янівській в'язниці надіслала йому вірш з присвятою:
| До товариша Чи згадали хоч раз ви про мене в тюрмі, Як про вас я спогадую, хвора? Як рости нам бракує життя в вогкій тьмі, Так обом нам бракує простора. Темна доля забрала життя мого рай. Вам його темна сила забрала. Через весь поневолений рідний ваш край Наче зла хуртовина заграла. Ох, тепера мене у недолі моїй Не один добрий друг потішає: «Не годиться журитись в пригоді такій, Адже іншим ще гірше буває!» Та які се слова і даремні, й нудні, Хоч порадники щирі й охочі. Якби знали сі люди, які то сумні Дні без сонця, без місяця ночі! Та не знають вони, що приваблює нас Навіть сніжная буря зимою. Що нас так порива у безрадісний час Навіть гомін дощу за тюрмою. Та ще гірше, ніж болі й неволя тісна, Ся єдиная думка вбиває, Ся розвага людська і ганебна, й страшна: «Адже іншим ще гірше буває!» Якби знать, що останні на світі терни Нам уквітчають чола криваві, Хай би ранили гостро і люто вони, Ми б стояли, як владарі, в славі. В тім і жаль, що, хоч би ми черпати могли Непомірними чашами горе, Скільки б ми таких кубків гірких не пили, – Ще зостанеться цілеє море. В тім і лихо, що, скільки б вінків не плели Для робітників діла і слова, Скільки б терну на тії вінки не стяли, Ще зостанеться ціла діброва[3] . |
Також Леся Українка присвятила йому ще одного вірша 1898 року «Весна зимова».

## У мережі
- Кривинюк Михайло на movahistory.org.ua [Архівовано 14 квітня 2015 у Wayback Machine.]
- Л. С. Монастирецький. Трагедія родини Косачів [Архівовано 19 грудня 2011 у Wayback Machine.]
- В. М. Комзюк. Ольга Косач-Кривинюк — збирач народних узорів на Катеринославщині[недоступне посилання з липня 2019]
- Мірошниченко Л. П. Пам'ять про Лесю Українку (З листування Кривинюків 1929—1930 років)